# Garlède-Mondebat
Garlède-Mondebat là một commune của tỉnh Pyrénées-Atlantiques, thuộc vùng Nouvelle-Aquitaine, tây nam nước Pháp.